# اچ‌ام‌اس ناساو (۱۶۹۹)
اچ‌ام‌اس ناساو (۱۶۹۹) (به انگلیسی: HMS Nassau (1699)) یک کشتی با طول ۱۵۰ فوت ۹ اینچ (۴۵٫۹ متر) بود.